# L'equipaggio
L'equipaggio (L'équipage) è un film del 1935 diretto da Anatole Litvak.